# Magomadas
Magomadas (en sard, Magumadas) és un municipi italià, dins de la província d'Oristany. L'any 2007 tenia 596 habitants. Es troba a la regió de Planargia. Limita amb els municipis de Bosa, Flussio, Modolo i Tresnuraghes.

## Administració
| Període | Identitat          | Partit        |
| ------- | ------------------ | ------------- |
| 2005-   | Alessandro Naitana | Llista cívica |